# Walter von Reichenau
Walter Karl Ernst August von Reichenau (Karlsruhe, 8 ottobre 1884 – Poltava, 17 gennaio 1942) è stato un generale (feldmaresciallo) tedesco durante la seconda guerra mondiale.

## Biografia
Figlio di un generale prussiano, Reichenau entrò in servizio nel 1903. Prese parte alla prima guerra mondiale, servendo sul fronte occidentale e meritandosi la Croce di Ferro. Nel 1918 fu promosso capitano. Dopo la fine della guerra, Reichenau rimase nelle file dell'esercito. Nel 1931 Reichenau si conquistò ben presto la fama di arrivista senza scrupoli, smanioso di scalare rapidamente le gerarchie dell'esercito e di conquistare sempre maggiore potere, cosa che gli attirò le antipatie degli altri generali. Nel 1932 un suo zio, ardente nazista, lo presentò a Hitler; conquistato dalla personalità del Führer, Reichenau fu tra i primi esponenti dell'esercito ad abbracciare l'ideologia nazionalsocialista. Quando nel 1933 i nazisti salirono al potere e Werner von Blomberg divenne ministro della guerra, Reichenau fu nominato capo dell'Ufficio Ministeriale, agendo di fatto come ufficiale di collegamento tra i vertici della Reichswehr e le autorità naziste.
Al momento della loro nomina von Reichenau e il ministro dovettero confrontarsi subito con il problema delle SA, temendo entrambi il rischio di un confronto cruento tra la Reichswehr e le SA. Per molto tempo comunque rimase incerto su quale azione avrebbe intrapreso Hitler. Nella primavera del 1934, dopo molte esitazioni, Hitler decise in favore della Reichswehr e ai danni della leadership delle SA. Von Reichenau non fece commenti su questa indecisione a lungo protratta, durante la quale "forse" si prestò ad esercitare la sua personale influenza sul Führer. Non si sa neppure se approvasse o meno le risoluzioni prese, cioè i sanguinosi assassinii che le SS furono autorizzate a commettere il 30 giugno ed il 1º luglio 1934 con il pretesto che Ernst Röhm stava preparando un colpo di stato.
Nel 1935 fu promosso tenente generale e comandante delle truppe di stanza a Monaco, e quando nel 1938 lo stesso Blomberg fu tolto di mezzo nell'ambito dell'opera di nazificazione dei vertici delle forze armate voluta da Hitler, von Reichenau fu candidato a succedergli quale comandante in capo dell'esercito. Ma gli altri generali, più diffidenti nei confronti dei nazisti e ostili al "candidato di Hitler" - Gerd von Rundstedt e Franz Halder in prima linea -, fecero fronte unico perché la carica andasse invece al generale Walther von Brauchitsch il quale, benché iscritto allo NSDAP, sembrava maggiormente in grado di salvaguardare gli interessi dell'antica casta militare prussiana nei rapporti con il potere politico.

Nella campagna polacca fu al comando della 10. Armata facente parte del Gruppo d'armate Sud posto sotto il comando del Feldmaresciallo Gerd von Rundstedt, che comprendeva la maggior parte dei reparti corazzati: fu protagonista dell'offensiva su Varsavia che sfondò le linee polacche disperdendo l'esercito polacco in poche sacche di resistenza. Reichenau, in seguito agli eventi del 30 giugno 1934 che portarono all'eliminazione totale delle SA di Ernst Röhm, provò dentro di sé sempre una profonda avversione per il capo delle SS, Heinrich Himmler. Dopo una strage indiscriminata di ebrei a Radom in Polonia, von Reichenau ne fu profondamente indignato, ordinando un'inchiesta sui crimini e scrisse a Hitler che non voleva più vedere unità delle SS nella sua armata. E, infatti, in seguito presso la 6ª Armata da lui comandata in Belgio, Francia ed Unione Sovietica non furono mai distaccate unità delle SS.

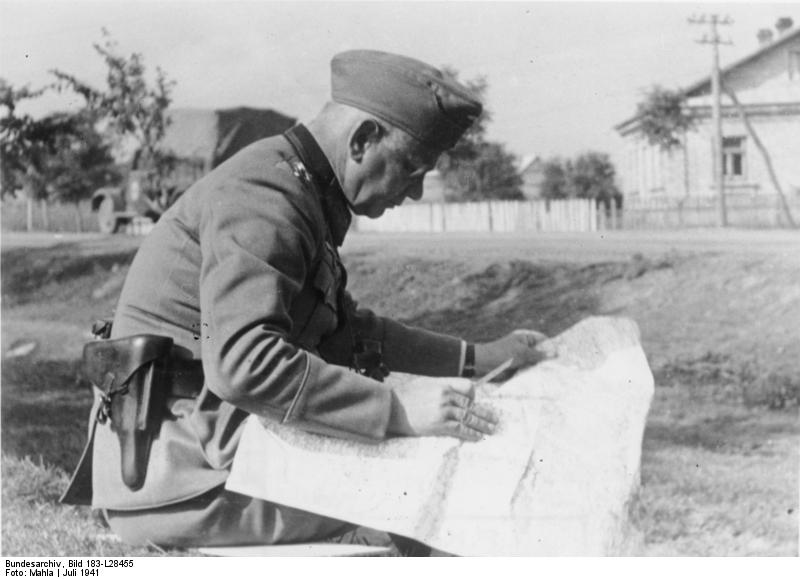
Walter von Reichenau in Ucraina, 1941

Durante la Campagna di Francia al comandò della 6ª Armata facente parte del Gruppo d'armate B posto sotto la direzione del Feldmaresciallo Fedor von Bock, in seguito alla vittoria fu nominato anche lui Feldmaresciallo il 19 luglio 1940. Nel 1941, sempre al comando della 6. Armata, prese parte alla campagna di Russia, nuovamente sotto von Rundstedt nel Gruppo d'armate Sud: l'obiettivo dichiarato di quella spedizione era la conquista dell'Ucraina, del bacino del Don e soprattutto dei pozzi petroliferi del Caucaso, in modo da privare la Russia sovietica dei suoi rifornimenti di oli minerali. La 6. Armata di Reichenau si distinse in questa campagna forzando il passaggio sul fiume Bug. A causa del sopraggiungere dell'inverno e delle difficoltà conseguenti alla progressiva sottrazione di forze che, in base ai nuovi ordini, dovevano divergere verso Mosca, il Gruppo d'Armate di von Rundstedt non poté raggiungere completamente gli obiettivi che si era prefissato.
Per questo il Feldmaresciallo chiese a Hitler l'autorizzazione di far ripiegare le truppe per attestare il fronte più indietro. Hitler si rifiutò di concedere l'autorizzazione, esigendo che le truppe continuassero ad avanzare. Rundstedt non si sentì di obbedire a quest'ordine, e chiese di essere sostituito. Hitler allora nominò proprio Reichenau al suo posto. Ma anche il nuovo comandante, benché fedelissimo di Hitler, in sole ventiquattro ore dovette constatare l'impossibilità per le truppe di proseguire oltre, comunicando a Hitler: "i russi stanno penetrando nel fronte tedesco presidiato da forze troppo diluite e assolutamente inadeguate al loro compito. Se vogliamo evitare una catastrofe, dobbiamo raccorciare il fronte, cioè spostarlo indietro, dietro il Mius. Non c'è altra soluzione, mio Führer!". Hitler, dopo aver destituito von Rundstedt appena il giorno precedente, questa volta dovette cedere e autorizzare il ripiegamento.
Quando il 19 dicembre 1941 il feldmaresciallo Walther von Brauchitsch, in seguito ai primi rovesci della campagna di Russia, si dimise dalla carica di comandante in capo dell'esercito tedesco a causa di un grave attacco cardiaco, saltò fuori ancora una volta il nome di von Reichenau. Ma Hitler respinse la proposta, in quanto lo riteneva un generale assolutamente indipendente e politicamente astuto.
Durante la sua permanenza bellica in Russia, nella mattina del 17 gennaio 1942, con una temperatura di circa 20 gradi sotto zero, Reichenau decise di uscire a fare esercizio fisico com'era sua abitudine. Nonostante che il medico del campo lo avesse sconsigliato, il generale imperterrito fece una lunga corsa e al rientro comunicò di sentirsi poco bene. In seguito fu vittima da un colpo apoplettico che costrinse i medici del campo a farlo ricoverare urgentemente in Germania. Morì per collasso cardiaco in un campo arato vicino a Cracovia, dopo un atterraggio d'emergenza dell'aereo che lo trasportava in Germania. Il suo posto fu preso da Fedor von Bock.